# Deutscher Koordinierungsrat der Gesellschaften für Christlich-Jüdische Zusammenarbeit
Le Deutscher Koordinierungsrat der Gesellschaften für Christlich-Jüdische Zusammenarbeit (en français, Conseil allemand de coordination des associations pour la coopération entre chrétiens et juifs) regroupe 83 associations régionales et locales pour la coopération entre chrétiens et juifs, soit 20 000 membres. Elles œuvrent à un dialogue judéo-chrétien et la coopération entre les chrétiens et les juifs, ainsi que pour la connaissance de la Shoah.

## Activités
Depuis 1952, la DKR organise la semaine de l'amitié.
La DKR fait partie du Conseil international des chrétiens et des juifs.
Elle s'engage aussi à un dialogue avec les musulmans et plus largement à un dialogue interreligieux.
La DKT décerne chaque année la médaille Buber-Rosenzweig. En 1989, la fondation Buber-Rosenzweig est créée et ouvre en 1992 son propre centre de formation et de conférence à Bad Nauheim.

## Associations locales
- Berlin
- Francfort
- Hanovre
- Cassel
- Cologne
- Munich
- Stuttgart